# Anolis serranoi
Anolis serranoi (аноліс Серрано) — вид ігуаноподібних ящірок родини анолісових (Dactyloidae). Мешкає в Мексиці і Центральній Америці.

## Поширення і екологія
Аноліси Серрано мешкають на тихоокеанських схилах мексиканського штату Чіапас, Гватемали і Сальвадору. Вони живуть в сухих і вологих тропічних лісах, на узліссях та на тінистих плантаціях кави і какао, на висоті до 1000 м над рівнем моря. Ведуть деревний спосіб життя.